# Rafał Nowak (lekkoatleta)
Rafał Władysław Nowak (ur. 26 kwietnia 1975) – polski niesłyszący lekkoatleta, trzykrotny mistrz świata, złoty medalista igrzysk niesłyszących.
Mimo głuchoty zawodnik Budowlanych Częstochowa z powodzeniem rywalizuje ze zdrowymi sportowcami. Życiowy sukces odniósł jednak podczas pierwszych Mistrzostw Świata Niesłyszących w Lekkoatletyce rozegranych we wrześniu 2008 w Izmirze gdzie zdobył 4 medale, w tym 3 złote.
Wyniki Nowaka z finałów w Izmirze:
- 1. miejsce: 1500 m – 3:54.80
- 1. miejsce: 5000 m – 14:42.04
- 1. miejsce: 3000 m prz. – 9:09.89
- 2. miejsce: 800 m – 1:55.73

## Rekordy życiowe
- 800 m – 1:55.40 (6 czerwca 2010, Częstochowa)
- 1000 m – 2:32.67 (4 maja 2004, Częstochowa)
- 1500 m – 3:52.60 (23 sierpnia 2009, Częstochowa)
- 2000 m  – 5:25.29 (3 maja 2004, Częstochowa)
- 3000 m (stadion) – 8:28.53 (6 sierpnia 2011, Częstochowa)
- 5000 m – 14:42.04 (28 września 2008, Izmir)
- 10 000 m – 32:16.05 (24 września 2008, Izmir)
- maraton – 2:31:35 (15 kwietnia 2007, Dębno)
- 2000 m z przeszkodami – 5:46.62 (17 maja 2009, Częstochowa)
- 3000 m z przeszkodami – 8:50.39 (8 sierpnia 2011, Bydgoszcz)
- 1500 m (hala) – 3:55.16 (21 lutego 2009, Spała)
- 2000 m (hala) – 5:25.79 (14 stycznia 2009, Spała)
- 3000 m (hala) – 8:26.82 (22 lutego 2009, Spała)

W 2020 odznaczony Złotym Krzyżem Zasługi.